# Общежитие (группа)
«ОбщежитиЕ» — московская рок-группа, образованная в январе 2004 года Юрием Высоковым и Дмитрием Меркуловым. В 2008 году группа выпустила первый альбом «Я проснулась», оказавшийся, по мнению музыкальных критиков, с одной стороны явным продолжением дела самой самобытной российской рок-музыки 1980-х годов («Гражданская Оборона», «Звуки Му», «АукцЫон»), а с другой — адекватным сегодняшнему дню высказыванием на тему жизни и смерти. Стиль группы — смесь психоделии, авангарда, фолка и сибирского панка.

## История

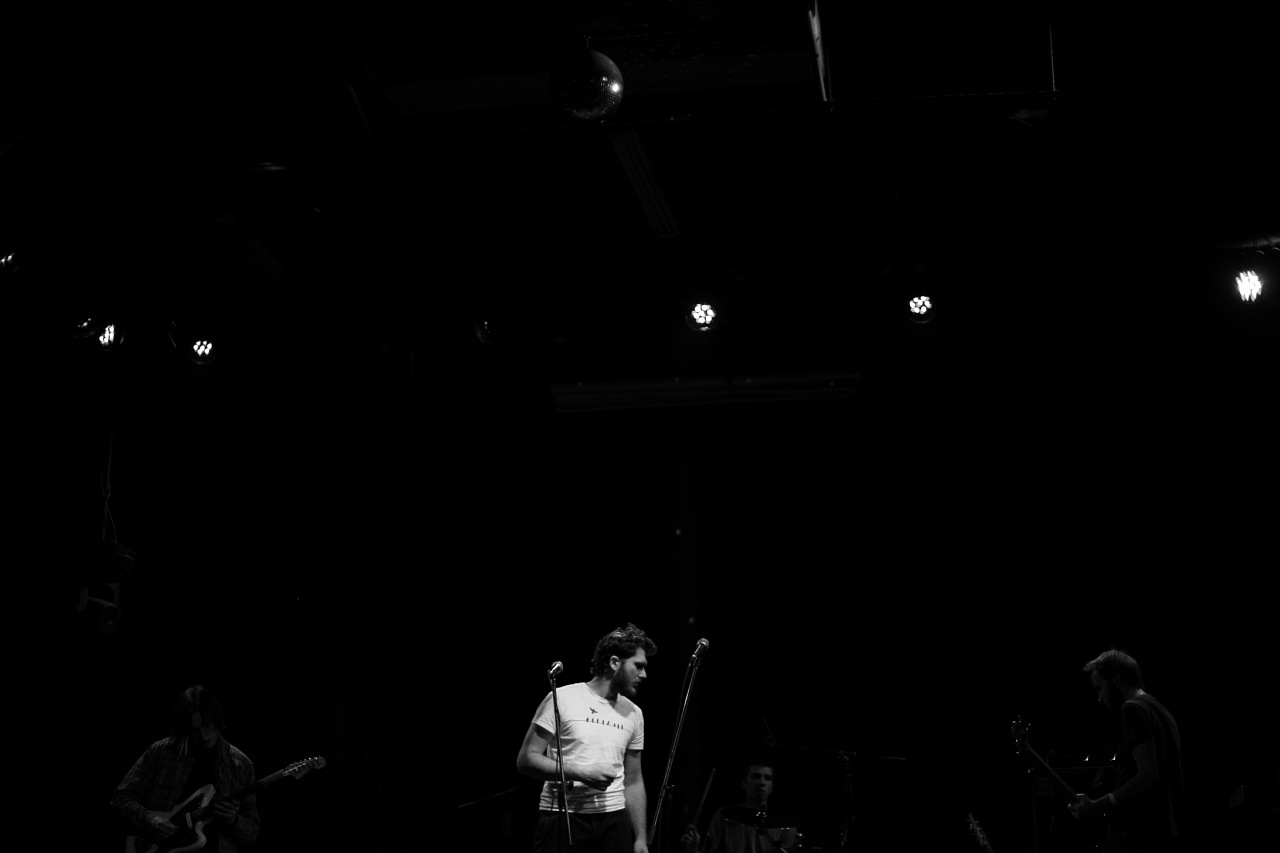
Слева направо: Василий Филитов (гитара), Юрий Высоков (вокал), Иван Болотов (ударные), Дмитрий Меркулов (бас-гитара)

Группа существовала с января 2004 года, но музыканты «Общежития» неоднократно сдвигали дату её рождения, например, в книге «Кто есть кто в российской рок-музыке», они называют днём рождения группы 24 декабря 2006 года — в день концерта, посвящённого несправедливой, по мнению музыкантов, казни Саддама Хуссейна. В 2010 году, рассказывая об альбоме «Зерно», утверждали, что историей группы можно пренебречь; в 2012 году — сместили день рождения ещё на два года, привязывая его к дате выхода альбома «Я проснулась» — 19 июня 2008 года.
Первый концертный успех «Общежития» относится к выступлению на организованном журналом RockMusic.Ru фестивале Rock-n-Roll Live School, состоявшемся 20 сентября 2006 года. 24 декабря того же года «Общежитие» дала концерт концерт «Петля-пуля» в клубе «Живой уголок». Согласно книге «Кто есть кто в российской рок-музыке», начало концерта было заявлено на 7 часов утра по московскому времени.
Музыкальные критики обратили внимание на «Общежитие» после выхода диска «Афиша Demo», включавшего в себя 14 треков молодых российских групп. Попавшая в сборник песня «Сам себе секта» впоследствии стала «визитной карточкой» группы.
9 марта 2008 года группа выступила с 45-минутным концертом в клубе Живой уголок, в ходе которого лидер группы Юрий Высоков играл на нетрадиционном для российской рок-музыки инструменте — колёсной лире.
19 июня 2008 группа выпустила свой первый альбом — «Я проснулась», сведением которого занимался петербургский электронный дуэт «Ёлочные игрушки», а выпуском CD-версии — музыкальное издательство «Выргород». Московская презентация альбома прошла в культурном центре «Дом» 19 июня; петербургская — на следующий день в клубе Place. В качестве специальных гостей на петербургском концерте «Общежития» выступили «Ёлочные игрушки» и Алексей Никонов. В том же 2008 году «Общежитие» записала сингл «Движение», посвященный войне в Грузии. Заглавная композиция — «Встать и отомстить». Музыканты группы Юрий Высоков, Дмитрий Меркулов и Сергей Разводов приняли также участие в записи альбома «СБПЧ Оркестр» группы «СБПЧ».
24 апреля 2009 группа «Общежитие» выступила на Международном музыкальном фестивале SKIF (Sergey Kuriokhin International Festival) в Санкт-Петербурге, а 14 июня того же года — приняла участие в учреждённом Артемием Троицким фестивале «Степной Волк»[значимость факта?].
18 декабря 2012 вышел второй номерной альбом «Месторождение». Критика встретила альбом прохладно, однако, группа считает его удачной работой. Своё отношение к эпохе музыканты высказывают в интервью газете «Завтра»: «… постмодерн — это такая Горгона Медуза, на которую, если посмотришь, то окаменеешь. Значит, не надо смотреть!»

В марте 2013 года группа выпустила альбом «Никто не прожил жизнь дерева», снабдив его следующим комментарием:
Альбом «Никто не прожил жизнь дерева», известный также под первоначальным рабочим названием «Зерно», нельзя в полной мере считать новым альбомом «Общежития». Те из вас, кто следит за творчеством группы, в курсе, что запись «Зерна» была завершена больше трех лет назад: все было окончательно готово уже к марту 2010, однако, в силу ряда внутригрупповых причин, альбом не вышел ни в марте, ни в апреле, ни позже. Его время настало теперь. Мы решили, что если на концертах группы звучат как вещи из «Я проснулась» (2008) и «Месторождения» (2012), так и песни периода «Никто не прожил жизнь дерева» — значит, и сам альбом должен быть опубликован. Мы благодарны всем, кто на протяжении прошедших трех лет спрашивал нас о его судьбе: в определенном смысле этот релиз — ваша заслуга.
12 ноября 2013 года вышел мини-альбом «Бегство». По мнению главного редактора журнала «Афиша» Александра Горбачёва, «на новой EP „Общежитие“ сводят вместе два собственных творческих вектора — и получают искомый результат: одновременно изящный и резкий, поэтичный и землистый постпанк, который хочется величать не столько экзистенциальным, сколько экзистенциалистским». Горбачёв также посчитал важным достоинством «Общежития», что она единственной из русских групп написала песню про Эдварда Сноудена. Онлайн-презентация альбома состоялась на сайте «Афиша-Волна».
В мае 2014 года группа выпустила сингл «Песня неизвестного солдата», в июне того же года — первый в своей истории англоязычный сингл Have a Nice Trip.
8 октября 2015 года на странице в социальной сети Вконтакте группа объявила о прекращении существования. Последними релизами «Общежития» стали сингл «Я тоже люблю» и репетиционная запись песни «Разлука».

## Состав группы
- Юрий Высоков — вокал, колёсная лира
- Василий Филитов — гитара
- Дмитрий Меркулов — бас-гитара
- Максим Лысов — ударные

### Бывшие участники
- Михаил Соркин — гитара (2005—2007), участие в записи альбома «Я проснулась»
- Сергей Разводов — бэк-вокал, клавишные, труба (2005—2012), участие в записи альбомов «Я Проснулась», «Никто не прожил жизнь дерева» и «Месторождение»
- Кирилл Кучер — вторая бас-гитара, флейта (2006—2007)
- Анатолий Кохан — клавишные (2006—2010), участие в записи альбомов «Я проснулась» и «Никто не прожил жизнь дерева»

Барабанщики
- Михаил Макаров — ударные (2004—2005)
- Александр Антонов — ударные (2005—2006)
- Дмитрий Летягов — ударные (2006—2007), участие в записи альбома «Я Проснулась»
- Сергей Лосев — ударные (2007—2008)
- Олег Ледяев — ударные, перкуссия (2008—2009)
- Иван Болотов — ударные (2009—2011), участие в записи альбома «Никто не прожил жизнь дерева»

## Оценки
Григорий Пророков: «Общежитие» — уже одна из интереснейших групп, которые мы с вами имеем на данный момент. В них, кажется, все-таки прослушивается тот самый «зов бытия», о наличии которого у Летова и Леонида Федорова говорили они сами.
Александр Горбачёв: «Общежитие» словно забивают колышки; как колонизаторы, осваивают землю, на которой мало кто остался и которая давно не рождала никого нового. И в таком случае имеет смысл запастись терпением и подождать — потому что эта земля нуждается в том, чтобы её возделывали. Она умрет, если будет ничьей.
Андрей Бухарин: "Так и хочется употребить многократно высмеянное, табуированное в эпоху постмодернизма слово «духовность», что и есть самое поразительное в этом коллективе. Будучи прекрасно осведомлены о самых свежих мировых тенденциях, «ОбщежитиЕ» продолжают традицию самобытных русских групп, будь то сибирская «Гражданская оборона», столичные «Звуки Му» или питерский «АукцЫон».
Борис Барабанов: «Общежитие» — монументальные персонажи, ввязавшиеся в драку на полном серьезе, жаль, фронт их почти невидимый.
«Можно сказать, лидеры набирающего обороты движения „странных новых русских“» (TimeOut (недоступная ссылка))
Владислав Паршин: «Мне кажется, надо пройти большой путь, чтобы достичь возможности так писать тексты. Очень высокий уровень».
Сергей Калугин: «Самое главное, что у „Общежития“ уже получилось — они создали свой собственный, уникальный стиль и саунд. Для группы это вообще самое главное. Тысячи групп не смогли этого добиться, да многие и не пытались. Осталось когда-нибудь превратить эту находку в безусловный и неразрушимый кристалл».

## Дискография
Студийные альбомы
- «Я проснулась» (2 CD) (19 июня 2008, «Выргород»)
- «Месторождение» (Сетевой релиз — 18 декабря 2012; CD-релиз — 2 марта 2013 при поддержке «Выргород»)
- «Никто не прожил жизнь дерева» (Сетевой релиз — 2 апреля 2013)
- «Бегство» (EP, сетевой релиз — 12 ноября 2013)[19]

Синглы
1. «Все в порядок» (11 октября 2007)
2. «Движение» (9 декабря 2008)
3. «Песня неизвестного солдата» (8 мая 2014)
4. «Have a nice trip» (2 июня 2014)
5. «Я тоже люблю» (9 декабря 2014)

Концертные записи
1. «Концерт на ВДНХ» (15 января 2013)
2. «2.07.2014, Borodach Bar» (16 сентября 2014)

Сборники
1. «Солнце» (1 марта 2009)

Видеоклипы
1. «Сноуден» (27 августа 2013)
2. «Богородица» (15 декабря 2013)